# 2009 في فلسطين
أحداث عام 2009 في فلسطين

## السياسة

### تعيينات
- 3 ديسمبر: عُين جبرين إلياس عابد البكري محافظًا لمحافظة نابلس.[1]
- 4 يونيو: أصدر الرئيس الفلسطيني محمود عباس قرارًا بقانون رقم 16 لسنة 2009 بشأن المصادقة على تعديل حكومة سلام فياض الثانية بإضافة:[2]
  - ربيحة ذياب حسين حمدان، وزيرةً لشؤون المرأة.
  - عيسى أحمد عبد الحميد قراقع، وزيرًا لشؤون الأسرى والمحررين.
- 24 أكتوبر: أصدر الرئيس الفلسطيني محمود عباس قرارًا بقانون رقم 20 لسنة 2009 بشأن المصادقة على تعديل حكومة سلام فياض الثانية بإضافة حسن أبو لبدة وزيرًا للاقتصاد الوطني.[3]

### استقالات
- 30 يونيو: استقال حاتم عبد القادر من منصب وزير شؤون القدس ضمن حكومة سلام فياض الثانية.[4]
- 14 أكتوبر: استقال باسم خوري من منصب وزير الاقتصاد الوطني ضمن حكومة سلام فياض الثانية.[5][6]

## أهم الاحداث

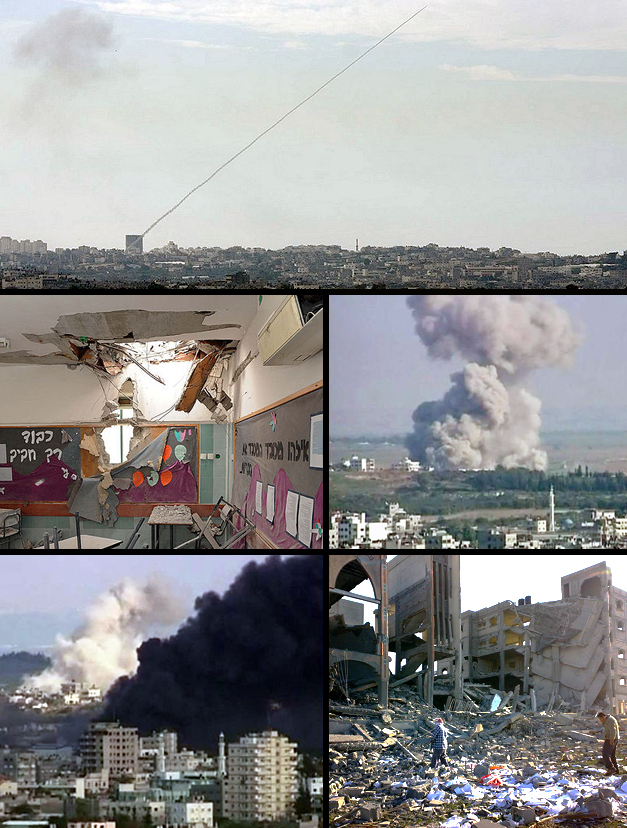
الحرب على غزة 2008 - 2009

- 4 يناير - بدء العملية البرية في الحرب على قطاع غزة
- 19 يناير - اعلان إسرائيل وقف اطلاق النار احادي الجانب بعد 23 يوما على اندلاع الحرب في قطاع غزة
- 20 فبراير - تكليف بنيامين نتنياهو رسميا كرئيس الحكومة في إسرائيل
- 8 مارس - سلام فياض يقدم استقالته من رئاسة الوزراء
- 15 تموز - فاروق القدومي يتهم محمود عباس ومحمد دحلان بقتل ياسر عرفات
- 13 اغسطس - اطلاق جوجل بالنطاق الفلسطيني
- 14 اغسطس - اشتباكات بين حكومة حماس في غزة وجند أنصار الله بعد إعلان الاخيرة القطاع إمارة إسلامية
- 16 سبتمبر - مجلس الأمن برئاسة محقق الأمم المتحدة ريتشارد جولدستون يعلن عن نتائج تحقيقات حرب غزة
- 1 أكتوبر -إسرائيل تفرج عن 20 أسيرة من الضفة وغزة مقابل شريط يظهر الاسير الإسرائيلي جلعاد شاليط
- 25 أكتوبر - محمود عباس يصدر مرسوم باجراء الانتخابات في أول 2010 وحماس تعلن انها ستمنع اجراءها في غزة
- 20 ديسمبر - الكشف عن البدء بانشاء الجدار الفولاذي على حدود مصر مع قطاع غزة

## مواليد
- مريم بشارات لاعبة كاراتيه.

## وفيات
- 1 يناير - اغتيال نزار ريان.
- 15 يناير - اغتيال سعيد صيام وزير الداخلية في الحكومة المقالة.
- 2 اغسطس - وفاة شفيق الحوت.